# Морська пригода
Морська пригода (англ. Boat Trip) —  американська романтична комедія 2002 року.

## Опис
Джеррі та Нік — близькі друзі. Джеррі намагався освідчитися своїй подрузі під час подорожі на повітряній кулі. Але його знудило і він обблював Фелісію, тож не дивно, що вона йому відмовила. Пів року Джері перебуває у прострації, й у цей час Нік зустрічає старого друга, який одружується з уродливою молодицею, з якою познайомився в морському круїзі. Нік вирішує відправитися у подібний круїз із Джеррі. 
Паркуючись біля турфірми, вони вступають у словесну перепалку з людиною, яка працює в цьому агентстві. Менеджер турфірми, друг цього чоловіка, особисто обробляє їхнє замовлення, але замість круїзу-мрії з гарними дівчатами, продає їм місця на круїзі для геїв.
Про те, що вони потрапили у рай для геїв, герої дізнаються вже у відкритому морі й не в змозі зійти на суходіл. Під час поїздки Джеррі закохується в круїзну інструкторку з танців Габріелу, яка врятувала його від утоплення в басейні. Щоб добитися її, Джеррі удає із себе гея. Тим часом Нік випадково збиває вертоліт із розкішною дівчачою командою із засмаги, яку наступного дня помічає в морі капітан круїзного лайнера та рятує. Нік закохується в одну з дівчат — Інгу, але йому постійно заважає одержима сексом тренерка Соня.
Зрештою, Джеррі зачаровує Габріелу, а Нік утрачає Інгу, але не здається — іде до неї додому, в гори. Інги немає вдома, але є її красива сестра. Однак знов з’являється секс-одержима Соня.

## У ролях
- Куба Гудінг (молодший) — Джеррі Робінсон
- Гораціо Санс — Нік Раджоні
- Розалін Санчес — Габрієла
- Вівіка Фокс — Фелісія
- Моріс Годен — Гектор
- Роджер Мур — Ллойд Фавершам
- Лін Шей — тренерка Соня
- Вікторія Сільвстедт — Інга
- Кен Кемпбелл — Том
- Зен Геснер — Рон
- Вільям Буміллер — Стівен
- Ноа Йорк — Перрі
- Томас Леннон — пастор
- Річард Раундтрі — батько Фелісії
- Боб Ґантон — капітан судна
- Дженніфер Гарейс — Шері
- Вілл Ферелл — турагент Майкл, бойфренд Браяна
- Арті Ленг — Браян
- Джемі Феррелл — Бріджит